# Municipio de Bennezette
El municipio de Bennezette (en inglés: Bennezette Township) es un municipio ubicado en el condado de Butler en el estado estadounidense de Iowa. En el año 2010 tenía una población de 260 habitantes y una densidad poblacional de 2,72 personas por km².

## Geografía
El municipio de Bennezette se encuentra ubicado en las coordenadas 42°51′46″N 92°57′53″O / 42.86278, -92.96472. Según la Oficina del Censo de los Estados Unidos, el municipio tiene una superficie total de 95.6 km², de la cual 95,6 km² corresponden a tierra firme y (0 %) 0 km² es agua.

## Demografía
Según el censo de 2010, había 260 personas residiendo en el municipio de Bennezette. La densidad de población era de 2,72 hab./km². De los 260 habitantes, el municipio de Bennezette estaba compuesto por el 100 % blancos. Del total de la población el 1,15 % eran hispanos o latinos de cualquier raza.